# Oxalis potamophila
Oxalis potamophila är en harsyreväxtart som beskrevs av A. Lourteig. Oxalis potamophila ingår i släktet oxalisar, och familjen harsyreväxter. Inga underarter finns listade i Catalogue of Life.